# 西浦和站
西浦和站（日语：／ Nishi-Urawa eki */?）位於日本埼玉縣埼玉市櫻區田島五丁目，屬於東日本旅客鐵道（JR東日本）武藏野線的鐵路車站。
除武藏野線的本線外，東北本線至與野站為止的支線（大宮支線。實際上與東北貨物線的合流點是大宮操車場站）的分岔點。此支線主要由貨物列車，但也有一部分「武藏野號」等的旅客列車途經。武藏野線的車站編號是JM 27。

## 車站結構
島式月台1面2線高架車站。車站本體的施工是由前田建設工業負責。車站顏色是橙色。

### 月台配置
| 月台 | 路線     | 方向 | 目的地                     |
| ---- | -------- | ---- | -------------------------- |
| 2    | 武藏野線 | 上行 | 西國分寺、府中本町方向     |
| 3    | 武藏野線 | 下行 | 南浦和、新松戶、西船橋方向 |

（來源：JR東日本:車站構內圖 （页面存档备份，存于））

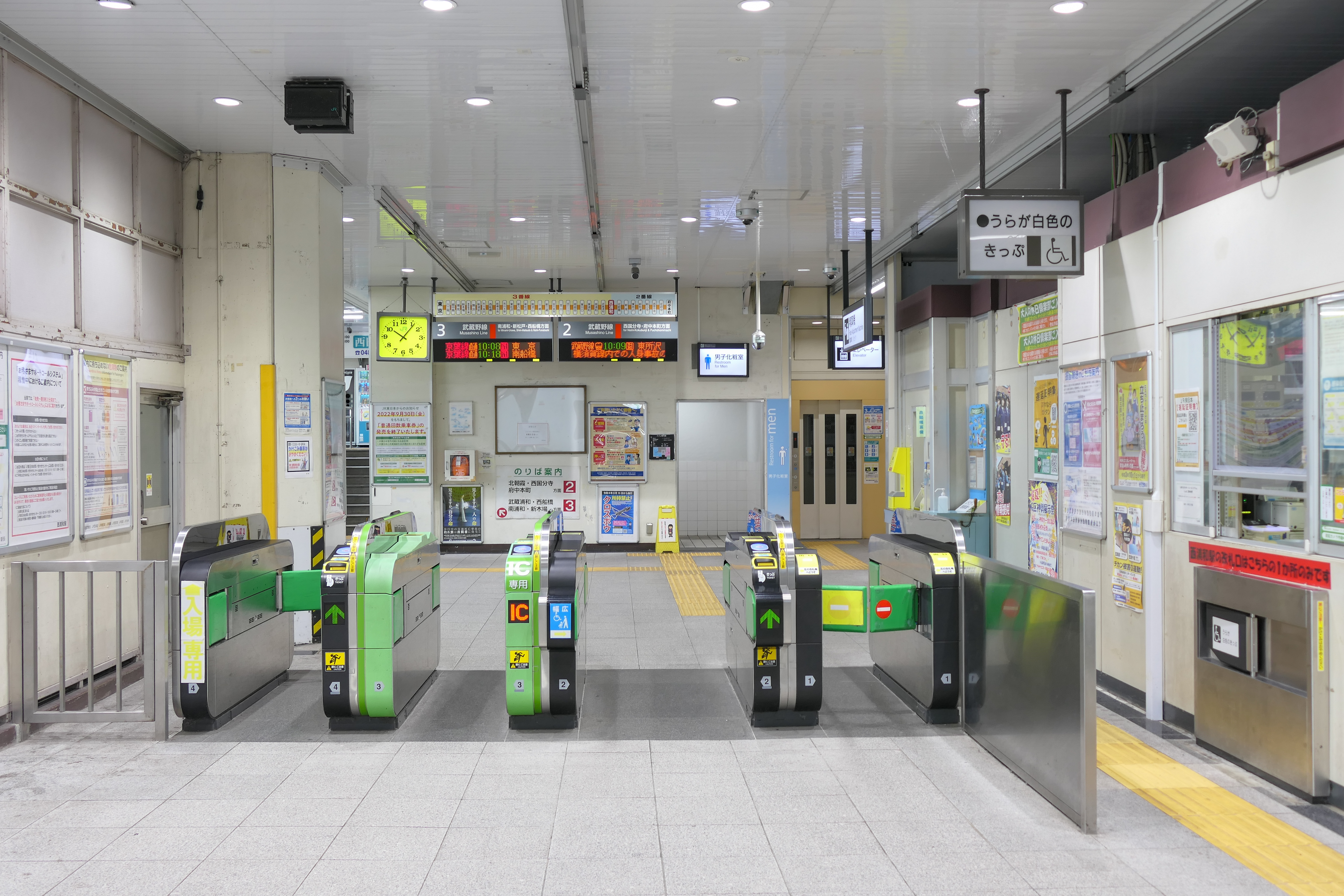
閘口（2022年8月）
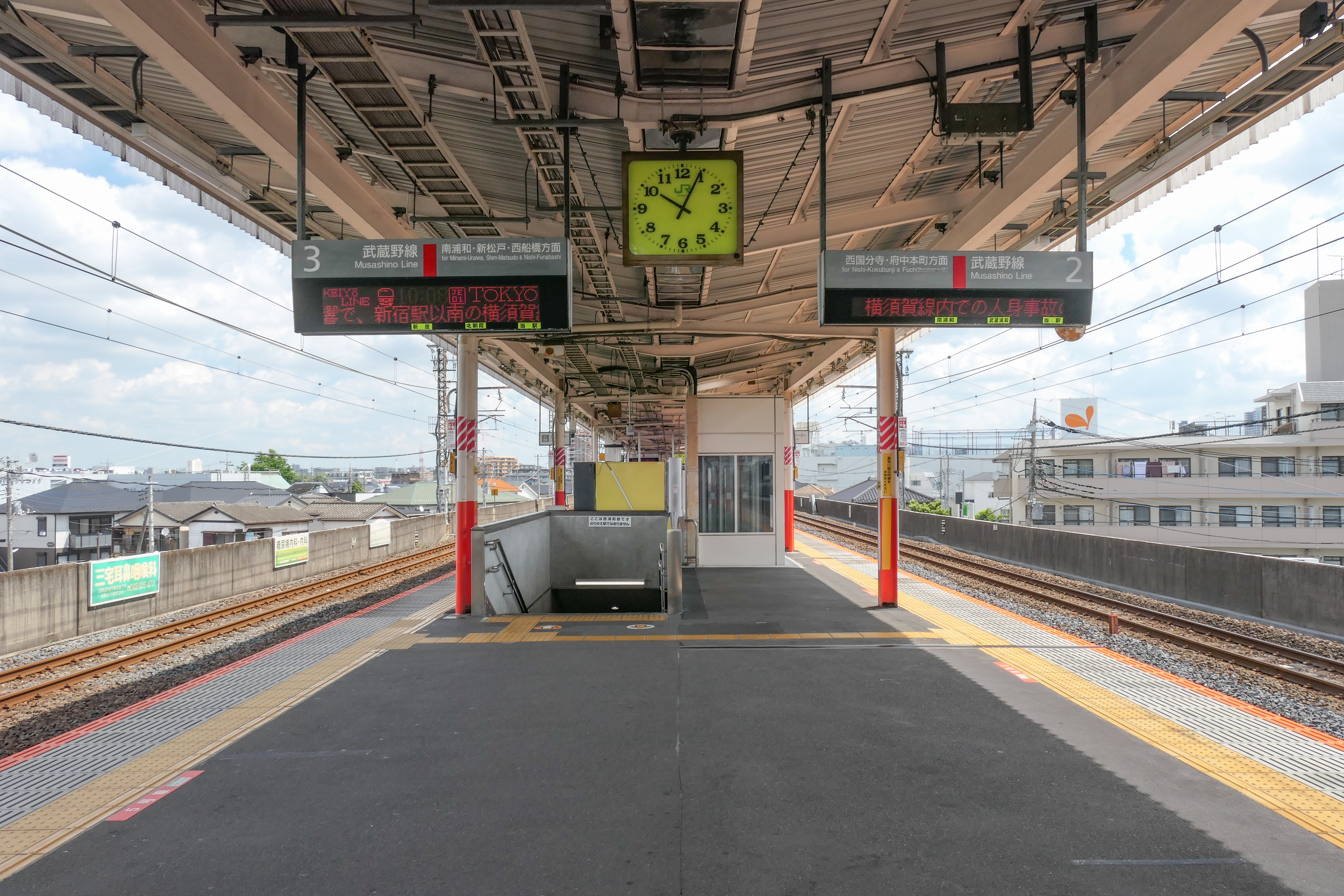
月台（2022年8月）

## 使用情況
2019年（令和元年）度的1日平均上車人次為14,758人。
近年的上車人次的推移如下表｡
| 年度               | 1日平均 上車人次 | 來源     |
| ------------------ | ---------------- | -------- |
| 1981年（昭和56年） | 7,120            |          |
| 1982年（昭和57年） | 6,733            |          |
| 1983年（昭和58年） | 7,568            |          |
| 1984年（昭和59年） | 7,669            |          |
| 1985年（昭和60年） | 8,352            |          |
| 1986年（昭和61年） | 8,172            |          |
| 1987年（昭和62年） | 8,774            |          |
| 1988年（昭和63年） | 9,686            |          |
| 1989年（平成元年） | 10,378           |          |
| 1990年（平成02年） | 11,270           |          |
| 1991年（平成03年） | 11,728           |          |
| 1992年（平成04年） | 12,188           |          |
| 1993年（平成05年） | 12,384           |          |
| 1994年（平成06年） | 12,434           |          |
| 1995年（平成07年） | 12,825           |          |
| 1996年（平成08年） | 12,677           |          |
| 1997年（平成09年） | 12,526           |          |
| 1998年（平成10年） | 12,428           |          |
| 1999年（平成11年） | 12,191           | [ * 1 ]  |
| 2000年（平成12年） | 12,006           | [ * 2 ]  |
| 2001年（平成13年） | 11,681           | [ * 3 ]  |
| 2002年（平成14年） | 11,746           | [ * 4 ]  |
| 2003年（平成15年） | 11,949           | [ * 5 ]  |
| 2004年（平成16年） | 12,196           | [ * 6 ]  |
| 2005年（平成17年） | 12,475           | [ * 7 ]  |
| 2006年（平成18年） | 12,764           | [ * 8 ]  |
| 2007年（平成19年） | 12,968           | [ * 9 ]  |
| 2008年（平成20年） | 13,045           | [ * 10 ] |
| 2009年（平成21年） | 12,929           | [ * 11 ] |
| 2010年（平成22年） | 13,250           | [ * 12 ] |
| 2011年（平成23年） | 13,243           | [ * 13 ] |
| 2012年（平成24年） | 13,379           | [ * 14 ] |
| 2013年（平成25年） | 13,955           | [ * 15 ] |
| 2014年（平成26年） | 14,086           | [ * 16 ] |
| 2015年（平成27年） | 14,315           | [ * 17 ] |
| 2016年（平成28年） | 14,678           | [ * 18 ] |
| 2017年（平成29年） | 14,883           | [ * 19 ] |
| 2018年（平成30年） | 14,955           | [ * 20 ] |
| 2019年（令和元年） | 14,758           |          |

## 相鄰車站
東日本旅客鐵道（JR東日本）
 武藏野線
■武藏野號
通過
■各站停車
武藏浦和（JM 26）－西浦和（JM 27）－北朝霞（JM 28）
武藏野線貨物支線（大宮支線、旅客列車所有列車通過）
西浦和－（別所信號場）－與野

### 使用情況
JR1日平均使用人數
1. ↑  各駅の乗車人員 （页面存档备份，存于） - JR東日本

JR東日本2000年度以後上車人次
1. ↑  各駅の乗車人員（2000年度） （页面存档备份，存于） - JR東日本
2. ↑  各駅の乗車人員（2001年度） （页面存档备份，存于） - JR東日本
3. ↑  各駅の乗車人員（2002年度） （页面存档备份，存于） - JR東日本
4. ↑  各駅の乗車人員（2003年度） （页面存档备份，存于） - JR東日本
5. ↑  各駅の乗車人員（2004年度） （页面存档备份，存于） - JR東日本
6. ↑  各駅の乗車人員（2005年度） （页面存档备份，存于） - JR東日本
7. ↑  各駅の乗車人員（2006年度） （页面存档备份，存于） - JR東日本
8. ↑  各駅の乗車人員（2007年度） （页面存档备份，存于） - JR東日本
9. ↑  各駅の乗車人員（2008年度） （页面存档备份，存于） - JR東日本
10. ↑  各駅の乗車人員（2009年度） （页面存档备份，存于） - JR東日本
11. ↑  各駅の乗車人員（2010年度） （页面存档备份，存于） - JR東日本
12. ↑  各駅の乗車人員（2011年度） （页面存档备份，存于） - JR東日本
13. ↑  各駅の乗車人員（2012年度） （页面存档备份，存于） - JR東日本
14. ↑  各駅の乗車人員（2013年度） （页面存档备份，存于） - JR東日本
15. ↑  各駅の乗車人員（2014年度） （页面存档备份，存于） - JR東日本
16. ↑  各駅の乗車人員（2015年度） （页面存档备份，存于） - JR東日本
17. ↑  各駅の乗車人員（2016年度） （页面存档备份，存于） - JR東日本
18. ↑  各駅の乗車人員（2017年度） （页面存档备份，存于） - JR東日本
19. ↑  各駅の乗車人員（2018年度） （页面存档备份，存于） - JR東日本
20. ↑  各駅の乗車人員（2019年度） （页面存档备份，存于） - JR東日本

JR統計資料
1. ↑  埼玉県. . 埼玉県.   [2020-05-20]. （原始内容存档于2017-07-29） （日语）.
2. ↑  . www.city.saitama.jp.   [2020-05-20]. （原始内容存档于2021-01-01）.
3. ↑  . www.city.saitama.jp.   [2020-05-20]. （原始内容存档于2020-07-27）.

埼玉縣統計年鑑
1. ↑  .   [2020-07-27]. （原始内容存档于2020-02-02）.
2. ↑  .   [2020-07-27]. （原始内容存档于2020-02-02）.
3. ↑  .   [2020-07-27]. （原始内容存档于2020-02-02）.
4. ↑  .   [2020-07-27]. （原始内容存档于2020-02-02）.
5. ↑  .   [2020-07-27]. （原始内容存档于2020-02-02）.
6. ↑  .   [2020-07-27]. （原始内容存档于2020-02-02）.
7. ↑  .   [2020-07-27]. （原始内容存档于2020-02-02）.
8. ↑  .   [2020-07-27]. （原始内容存档于2020-02-02）.
9. ↑  .   [2020-07-27]. （原始内容存档于2020-02-02）.
10. ↑  .   [2020-07-27]. （原始内容存档于2020-02-02）.
11. ↑  .   [2020-07-27]. （原始内容存档于2020-02-02）.
12. ↑  .   [2020-07-27]. （原始内容存档于2020-02-02）.
13. ↑  .   [2020-07-27]. （原始内容存档于2020-02-02）.
14. ↑  .   [2020-07-27]. （原始内容存档于2020-02-02）.
15. ↑  .   [2020-07-27]. （原始内容存档于2020-02-02）.
16. ↑  .   [2020-07-27]. （原始内容存档于2020-02-02）.
17. ↑  .   [2020-07-27]. （原始内容存档于2020-02-02）.
18. ↑  .   [2020-07-27]. （原始内容存档于2020-02-02）.
19. ↑  .   [2020-07-27]. （原始内容存档于2020-02-02）.
20. ↑  .   [2020-07-27]. （原始内容存档于2020-03-18）.

## 延伸閱讀
- 三好好三; 垣本泰宏. . JTBパブリッシング. 2010-02-01.

## 外部連結
- 車站資訊（西浦和）：東日本旅客鐵道